# سيمون هوفر
سيمون هوفر هو لاعب كرة قدم سويسري، ولد في 22 يوليو 1981 في سويسرا. شارك مع منتخب سويسرا تحت 21 سنة لكرة القدم. أما مع النوادي، فقد لعب مع نادي لوزيرن.

## وصلات خارجية
- سيمون هوفر على موقع قاعدة بيانات كرة القدم.إي يو (الإنجليزية)